# سونیا پتروونا
سونیا پتروونا (فرانسوی: Sonia Petrovna‎؛ زادهٔ ۱۳ ژانویهٔ ۱۹۵۲) یا سونیا پترُوا هنرپیشه و رقصنده اهل فرانسه است. مهمترین نقش‌هایش را مقابل آلن دلون در فیلم اولین شب آرامش و کنار هلموت برگر و رومی اشنایدر در فیلم لودویگ تجربه کرد. از فیلم‌های دیگرش می‌توان به دانونزیو و بی گناهی اشاره کرد.